# Makara (Nouvelle-Zélande)
Makara est une localité située à l’angle ouest de la cité de Wellington, dans l’Île du Nord de la Nouvelle-Zélande.

## Situation
Elle siège tout près des berges de la mer de Tasman, au niveau du détroit de Cook, qui la sépare de l’Île du Sud . Elle est limitée au nord-est par la banlieue d’Ohariu et au sud-est par celle de Karori

## Toponymie
La banlieue a été dénommée d’après le ruisseau Makara Stream (le mot « ma » est en langue Te Reo Māori la couleur blanche et le mot « karaest » une sorte de pierre de type greywacke).

## Économie
Avec sa route d’accès, très sinueuse, venant de la localité de Karori ou de celle d’Ohariu, Makara est essentiellement une zone rurale avec des installations agricoles très éparses.

## Histoire
Au XIXe siècle, il y a quelques petites exploitations de mine d'or au niveau de l’établissement de la Station de Terawhiti (en) mais il n’est pas retrouvé de dépôt exploitable à grande échelle. Les tunnels associés avec l’activité de mine existent toujours sur les flancs des collines. En 1921, le Makara War Memorial est construit en mémoire des résidents locaux qui sont morts lors de la Première Guerre mondiale . Il y a aussi des emplacements de canons au niveau de Fort Opau, qui persistent toujours. Ils sont construits dans le cadre des fortifications côtières de Nouvelle-Zélande (en) du fait de la crainte d’une invasion durant la Deuxième Guerre mondiale. Une petite réserve côtière formée de dunes de sable est nivelée au bulldozer à cette époque, où on pense qu’elle pourrait constituer un emplacement de débarquement pour une armée d’invasion. Ceci détruit l’écosystème, qui s’est lentement restauré avec l’action des groupes volontaires de la communauté locale.

## Câble inter-îles
Le câble du détroit de Cook va d’une berge à l’autre du détroit de Cook, en direction de l’Île du Sud partant au niveau d'Oteranga Bay, après être  passé dans la banlieue de Makara. La ligne HVDC est entrée en fonction en avril 1965 et est à cette époque le câble sous-marin le plus important en taille du monde.
En 2007, la construction d’une ferme d’éoliennes commence, réalisée par la société  Meridian Energy (en) dans le cadre du Projet West Wind (en), s'étendant le long de la crête de Terawhiti Ridge. Un quai temporaire est construit au niveau de la baie de Oteranga (en) pour déplacer les turbines démontées jusque dans le secteur sans avoir à passer à travers le « district du centre d’affaires de Wellington ». Les 62 turbines de la ferme sont en place, terminées en 2009 et le secteur comprend aussi une zone de loisirs.

## Incident météorologique
En 2018, la plage de Makara est frappée par le cyclone Gita. La communauté avec l’aide du Conseil local a mis en place depuis un plan pour réduire les effets des changements du climat.

## Installations

### Églises et cimetières
L’église St Patricks est construite à Makara en 1873 par le diocèse catholique. C’est maintenant une église sans nom, propriété de la communauté et qui sert souvent comme zone de fonction avec le Makara Hall qui est à côté. Le cimetière de Makara est le plus grand cimetière de la ville de Wellington. Il est fondé après que le cimetière de Karori a atteint sa capacité maximum en 1940. La première mise en terre a lieu en 1965, mais il est actuellement déjà pratiquement plein aux trois-quarts . Le terrain particulier d’enterrement de Ngā Iwi o Te Motu Urupā est ouvert pour les  Māori et leur parenté (whānau) dans le cimetière de Makara.

### Parcs et réserves
Il y a un chemin de randonnée de 6 km, situé au niveau de la plage et géré par le Ministère de la Conservation, qui suit la ligne de côte avant de grimper graduellement sur le sommet des falaises. Il y a aussi un chemin de marche de 2 heures à partir de Makara en direction de Boom Rock, franchissant le cours d’eau Makara Stream. On trouve, par ailleurs, un petit accès pour la mise à l’eau des bateaux à l’extrémité nord de la plage de Makara au niveau de la rivière.

## Éducation
L’école de « Makara Model School » est une école primaire et un point de rencontre de la communauté locale.